# Alektryon
Alektryon – postać z mitologii greckiej.
Na rozkaz Aresa stał na straży drzwi i sygnalizował zbliżanie się świtu, podczas gdy bóg wojny oddawał się miłości z Afrodytą, żoną Hefajstosa. Ares i Afrodyta bali się bowiem, że Helios, który widział wszystko z wysokości nieba, dowie się o ich romansie i doniesie Hefajstosowi. Pewnego dnia jednak Alektryon zaspał. Helios powiedział Hefajstosowi o schadzce jego żony z bogiem wojny. Zdradzony bóg przygotował zasadzkę i wystawił na pośmiewisko kochanków. Za nieuwagę Ares zmienił Alektryona w koguta, który odtąd sygnalizował wschód słońca.